# 重鉄騎
『重鉄騎』（じゅうてっき、英記：STEEL BATTALION）は、2012年6月21日発売に発売された、Xbox 360及びKinect専用ゲームソフト。販売はカプコン、開発はフロム・ソフトウェア。
ゲームジャンルは『ドラマティック戦場体験』としている。

## 概要
巨大歩行兵器「鉄騎」(VT)を「専用の巨大コントローラーで操縦する」という前作「鉄騎」と「鉄騎大戦」から続く、巨大ロボット操縦型ファーストパーソン・シューティングゲーム。
アーマード・コアなど家庭用ゲーム機用ロボットゲームの開発ノウハウを持つフロム・ソフトウェアが参加しており、前作の専用巨大コントローラーから一転し、本作では歩行兵器を、Xbox 360のコントローラーとKinectの動体感知により「機体の内部にいるように身体を動かしたり、操縦したり」する。
本作の世界は前作のようなハイテク技術が存在する物とは異なり、生物災害により世界規模で集積回路やCPUなどの半導体が消失し、1900年代初頭のような真空管が貴重になるほどコンピュータ関連技術が衰退した 2082年の世界が舞台となっており、操縦するVTも現実の戦車のごとく数人で役割分担しながら運用するものとなっている。
前作ではゲームオーバーによってセーブデータが削除されるという、主人公の死を体感した仕様だったが本作では破壊されてもチェックポイントでやり直す事が出来る。かわりに搭乗員などの仲間が死亡する事という戦争の無情観を表した仕様となっており、キャンペーンモードはクリアのたびにオートセーブされる仕様も合わせて、戦死者を出さないようにプレイする場合、一度でも仲間が脱落した場合はキャンペーンモードの最初からやり直さなくてはならない。
一部ミッションはCO-OP対応となっており、最大4人まで同時にプレイすることができる。
映像演出においては人体損壊などのグロ表現を含むが、日本版は刺激を弱める形に修正されている（例えば肉片が飛ばないなど）。

## ストーリー
まだ「コンピュータ」という物が普遍的に存在していた時代。バクテリアの分解能力を活用しようと研究が進む中で、2015年にプラスチックを分解し石油に近い化合物を分泌するという画期的なバクテリアが開発された。
しかし、2020年5月に突然変異を起こした株が研究施設外に流出し世界中へ蔓延する。変異株はシリコンを培地として増殖し、集積回路に寄生すると表面の電子回路を断裂し破壊するという極めて危険な性質を有していた。結果あらゆる情報端末の機能が停止しコンピュータネットワークも崩壊。電子機器に依存していた世界中が大混乱に陥り、僅か7ヶ月で文明そのものが崩壊した。これら一連の事件は後に「データサイド」と呼ばれ、起因となったバクテリアはシリコンカビと呼称された。
軍事においても半導体を利用した先進技術兵器が軒並み機能停止し、先進国の軍が無力化ないし大幅に弱体化したのに対し、軍事政権による統制と膨大なマンパワーにより逸早く混乱から脱却した「アジアの大国」（中国）が資源と食料を求め欧州へ大侵攻を行い第三次世界大戦が勃発。その戦乱の中で戦車に変わる主力陸戦兵器「鉄騎」が誕生する。戦後、機能停止状態に陥っていた国際連合が復活するも、それは「アジアの大国」を中心とした事実上の軍事同盟に過ぎなかった。
やがて「アジアの大国」の新たな国家主席が、独自に復興を遂げていた北米大陸への侵攻を開始する。全土を制圧され文化や言語すら抹殺される苛烈な武力統治へ抗い、メキシコに再集結したアメリカ軍民は一丸となって第二の独立戦争を挑むことになる。国土奪還の第一歩となる要塞化されたマンハッタン奪還へ向かう上陸船団の中には、国連軍に家族を奪われた鉄騎の操車長ウィンスフィールド・パワーズ軍曹の姿もあった。
戦いが激化する中、国連軍は新世代の鉄騎「重鉄騎」を実戦投入する。ドイツ由来の技術で開発されたシリコンカビ汚染下でも稼働するコンピューターにより絶大な戦闘能力を発揮する超兵器であったが、その実態は人間を生体演算装置として組み込んだ狂気の産物であった……

## システム
本作はコントローラとKinectの動作感知で鉄騎、並びに主人公を操縦する。
基本的に、座っていれば鉄騎内部画面での操作。立ち上がれば頭上のハッチを開け、機上に乗り出し周囲を見渡せる。
Kinectの動作感知に関してはスムーズに操作するためにはある程度の慣れが必要で、実際に画面内の器具を触っているような感覚が求められる。また、Kinectでは鉄騎の操作以外にも、仲間とのリアクションや護身武器を使った敵の迎撃なども行う場面がある。
本作は前作のように一人で搭乗し運用することは無く、複数の搭乗者と協力して鉄騎を運用する。また、敵の攻撃によって搭乗者が怪我をすることもあり、最悪の場合死亡してしまう。キャンペーンモードを進行する上で、一度死亡してしまった搭乗者のポジションは補充されるまで空席になる場合があり、その場合はプレイヤーが代わりに操作しなければならない。なお、ミッション中は味方の歩兵とともに行動するが主人公の小隊に所属している者もおり、ミッションの過程によってはこちらでも死亡してしまう。
操作する鉄騎については部位ダメージが設定されており、脚が破壊されると動きが鈍ってしまうなどがある。
また、途中で機体バリエーションが増え、COOPミッションの評価に応じて追加兵装を換装することが可能。

### 鉄騎内部
鉄騎を操縦する状態。プレイヤーの座った状態を感知してこの画面に移行する。
搭乗者は主人公のポジションである操縦席、エンジン始動並びに副兵装供給者が左後方、主兵装である砲弾の装填手が右側後方、通信士が左側に、計4名が搭乗する。
手を横に振るモーションを取ると視界を90度移動させることができる。
機体後部にあるハンドルを回すことでエンジンが起動し、正面の右下にあるレバーを引くことで鉄騎を始動させる。この状態で、コントローラにより、鉄騎の移動、旋回、砲撃が可能。高速移動用のシフトギアレバーを操作することで高速移動に移行し、高速で前進することが可能になり、旋回動作により180度回り込む超振地旋回が可能。ただし、動き過ぎるとオーバーヒートを起こして立ちすくんでしまう。
操縦席正面には鉄騎に有効な徹甲弾・広範囲を爆撃する榴弾の残弾数メーターや副兵装の残弾数メーター、砲弾の切り替えスイッチ、高速移動用のレバー、マルチモニタ、ペリスコープ、スリットガラス、右側に特殊兵装スイッチ・ダメージにより機体に充満した煙で死亡を防ぐための排煙レバー・自爆スイッチがまとめられたパネル、その他計器類などが設置されている。スリットガラスやペリスコープ、マルチモニタを用いることで鉄騎から外の風景を見る事が出来る。コツはいるが、これらを覗いたままでも、各種機器類を操作することも可能。
スリットガラスは照準となるアイアンサイトが併設されており、広い視野を保ちながら射撃を行う事が出来る。ただし、敵の攻撃で割れてしまう事があり、完全に割れた状態で攻撃を受けると生身に直撃し死亡してしまう。その場合は上に設置されている装甲板で蓋をする必要がある。
ペリスコープは上から下ろして使用する精密射撃用の機器で、砲弾の落下位置を想定できる照準が描かれている。これもダメージによってはガラスにひびが入ったり照準が歪んでしまったりしてしまう。
マルチモニタは地図や前後左右の機外を見る事ができる、真空管を使用した電子機器。左側に設置されており、引っ張ることで見やすくすることもできる。ただし、色がくすみ画面描画の更新に若干の遅延が生じるのが欠点。

### 鉄騎外部
Kinectで立ちあがる動作を取れば、鉄騎の上部から周囲を見渡す画面になる。旋回はコントローラで行う。
眼前で双眼鏡を構えるような動作を取れば望遠画面になる。機銃台座も併設されており、これで射撃することも可能(誰かが上部に乗っている場合はその人物が射撃する)。
鉄騎内部で操作中、何らかのイベントにより底部にある緊急ハッチから降りることができる。その場合、Kinectに対応したイベントが発生する事がある。

## 兵器としての鉄騎
半導体消失以後の「アジアの大国」が製造した二足歩行戦車。Vertical Tank(VT)とも。
データサイド後の戦争は人口拡大に不可欠な農地を巡る争いとなり、土地への被害を避ける為文明崩壊前の市街地や鉱山地域を戦場とする局地戦が中心となった。そして、それらの障害物や高低差の多い複雑な地形に適応した局地陸戦兵器として鉄騎が開発された。
特徴である二足歩行システムは高い不整地走破性を有するだけでなく、車高や車角を変更する事で入り組んだ地形でも柔軟な火砲運用を可能とし、局地戦において旧来の兵器に対し高い優位性を有している。
半導体に頼らない(電子装備関連は真空管を使用)旧来の兵器とともに活用され、第三次大戦におけるユーラシア大陸への侵攻に大きく貢献している。その後、アジアの大国以外の各国でも鉄騎が作られるようになった。
通常の戦車同様に対物並びに歩兵に驚異的な性能を誇る。ただし、歩兵による上部ハッチからの直接攻撃や、対物ライフル、対戦車ロケット、地雷、IEDなど対鉄騎以外にも逆に脅威となるものも存在するため、歩兵に対して「絶対的」に強いというわけでもない。
また、コンピューターを使えない為歩行脚を関節単位からマニュアル操作でコントロールしなければならず、操縦士の育成が極めて難しいという問題点もある。

### アメリカ軍の鉄騎
主に避弾経始を重視した曲線的な形状をしており、砲の小口径化と引き換えに携帯弾数を増加させている。国連軍の鉄騎と比較すると性能は劣るが機械信頼性や生産性は高く、アメリカ軍の高い生産能力に物を言わせた物量作戦を得意としている。
M5 クォントリル
アメリカ軍の主力鉄騎。列強の鉄騎と比較すると武装・装甲共に貧弱であるが、無線機やベリスコープなどは高い品質を保っている。良好な整備性による稼働率の高さや新兵でも扱える高い操縦性などから、機械的な信頼性は高い。また、被弾時に炎上しにくく、脱出しやすい生存性を重視した設計となっている。
スペック
- 全長×全幅×全高：5164（車体長4581）mm×6068mm×4843（膠着時3155）mm
- 総重量：32.3t
- 走行速度：69.8km/h
- 歩行速度：27.6km/h
- 行動距離：151km
- エンジン：星型空冷9気筒ガソリン
- 武装：76.2mmM1砲×1、7.62mmM1919機関銃×1
- 砲塔装甲厚（防盾×側後方）：:88.9mm×63.5mm
- 車体装甲厚（前面×側後方）：63.5mm×38.1mm、
- 乗員：3名

M7 スウィフト
アメリカ軍の中型鉄騎。強力になった国連軍鉄騎にM5では対抗できなくなった事から開発された。M5より一回り大型の機体で、従来の鉄騎と比較すると大幅に防御性能が向上している。また、後の改良や追加装備の増設に対応するために機体設計に余裕が持たされており、後のM7B1やM7B1Vの開発に役立ったものと思われる。
スペック
- 武装：50口径90mmカノン砲、20mm機関砲
- 乗員：4名

M7B1 スウィフト2
M7をベースとした改良型鉄騎。M7の副砲が撤去され、副砲があったスペースに敵重鉄騎から捕獲した大口径砲を新たに装備している。砲の威力は高いが、携帯弾数が少ないのが欠点。
スペック
- 武装：51口径120mm榴弾砲、50口径90mmカノン砲
- 乗員：4名

M7B1V タキプレウス
M7B1の武装と装甲を更に強化し、総合性能を大きく向上させた鉄騎。装甲が純粋に強化された他、車体や脚部には成形炸薬弾対策として、スペースドアーマー（空間装甲）が採用されている。また、武装面でもM7B1の物に加えて、対歩兵・非装甲車両用の機関銃2丁が新たに装備された。
スペック
- 全長×全幅×全高：11430（車体長8443）mm×8361mm×4958（膠着時2703）mm
- 総重量：61t
- 走行速度：60〜70km/h
- 歩行速度：40km/h
- 行動距離：161km
- エンジン：V型液冷8気筒ガソリン
- 武装：50口径90mmM3砲×1、50口径120mm砲×1、12.7mm機関銃×1、7.7mm機関銃×1
- 砲塔装甲厚（防盾・前面×側後方）：165.1mm×114.3mm
- 車体装甲厚（前面×側後方）：114.3mm×88.9mm
- 乗員：4名

### 国連軍の鉄騎
主に国連として併合されたドイツ系の技術が使用されている。単純な重装甲化によって防御力を強化している為、直線的な形状をしている。武装も火力を重視した大口径砲を装備しており、携帯弾数は少ない。基本性能は高いが機体重量や生産コストの高さなどの問題があるため、路外機動性や稼動率などの機械的信頼性は低い。
六二式軽鉄騎
七一式以前に対鉄騎自走砲として開発された小型鉄騎。防衛戦を主眼とした設計の機体であり、車体と砲塔が一体化した固定式戦闘室を有している。20年以上前に開発された機体だが、運用コストが高い大・中型鉄騎を補完するために、今なお第一線で運用が続けられている。
スペック
- 全長×全幅×全高：9270（車体長5760）mm×4830mm×4770（膠着時2770）mm
- 総重量：47.75t
- 走行速度：69.8km/h
- 歩行速度：27.6km/h
- 行動距離：177km
- エンジン：V型8気筒ガソリン×1（機体）、直列4気筒ガソリン×2（脚部）
- 武装：75mmPak39L/48砲、7.92mmMG34機関銃×1
- 砲塔装甲厚（防盾×側後方）：180mm×80mm
- 車体装甲厚（前面×側後方×上下面）：60mm×20mm×15mm
- 乗員：3名

七一式鉄騎
国連軍の主力鉄騎。対鉄騎戦闘を主眼とした機体で、強力な武装と装甲を有している。光学・電気機器なども優秀な物を装備しており、高い戦闘能力を誇るが、メカニズムが複雑なため保守・整備性が低く、国連軍製鉄騎共通の問題点であるコストの高さも相まって、稼動率は低い。
スペック
- 全長×全幅×全高：11686（車体長8227）mm×6332mm×5287（膠着時3132）mm
- 総重量：57t
- 走行速度：69.8km/h
- 歩行速度：34.6km/h
- 行動距離：100km
- エンジン：V型8気筒ガソリン×2（機体）、直列4気筒ガソリン×2（脚部）
- 武装：88mmKwK43L/71砲×1、7.92mmMG34機関銃×2
- 砲塔装甲厚（防盾×側後方）：180mm×80mm
- 車体装甲厚（前面×側後方×上下面）：150mm×80mm×40mm
- 乗員：4名

重鉄騎
国連軍所有の大型鉄騎。HVT（Heavy Vertical Tank）とも呼ばれる。
七一式鉄騎が小型に錯覚する程巨大で、重厚な外観そのままに堅牢な装甲を持ち、大口径主砲やロケット弾、迫撃砲、対人機銃等多数の兵装を搭載している。
特筆すべき点としてシリコンカビ汚染下でも稼働するコンピューターを搭載しており、これにより操縦士１人で運用が可能。完全自動化された弾道計算や自動装填システム、姿勢制御機能は速度・精度共に人力の従来型鉄騎を遥かに上回り、単騎でも小隊規模の鉄騎部隊を一方的に蹂躙してのける絶大な戦闘能力を有している。
後に故障車両が鹵獲され、コンピューターの中枢に脳改造を施された人間が生体電子パーツとして組み込まれている事が判明する。製造には捕虜や占領地から拉致された民間人が用いられ、重鉄騎だけでなく通信施設や弾道ミサイルの地上管制にも用いられていた。
スペック
- 全長×全幅×全高：16.6m（車体長13.0）m×11.5m×8.0m
- 武装:120mm51口径砲、20mm機関砲×2、12.7mm自動機銃、6連装ロケットランチャー､迫撃砲､クレイモア(散弾地雷)
- 乗員:1名

チェン・ウェン機
ストーリー後半に登場するカスタム機。主砲を両側面に搭載する専用の戦闘室へ換装し、背部の六連装ロケットランチャーを大型ロケット弾４発に換装し絶大な瞬間火力を有する。
生体電子パーツの安定性から重鉄騎のカスタマイズは継戦能力を度外視する傾向にあり、彼以外にも同様のカスタマイズを施した機体が登場している。
マオ・リー機
マオ・リー大佐が搭乗する黒いカスタム機。機体そのものは通常型だが、背部へ六連装ロケットランチャーを２基、機体左側面へ大型ロケット弾２発を増設。
更にエンジンを大出力のガスタービンエンジンへ換装し、彼の極めて高い操縦能力と電子制御のサポートにより尋常でない機動性を発揮する。

### ロシア軍の鉄騎
母国の厳しい自然環境に対応するために、路外機動性や機械的信頼性を最優先にしている。歩兵支援用の大口径榴弾砲を装備しているが、装填速度・携帯弾数ともに低性能。アメリカ軍機と比較すると装甲は厚いが居住性は劣悪である。
SU-105（СУ-105）
ロシア軍の主力鉄騎。主砲の榴弾砲は敵陣地やソフトスキンに対しては効果的だが、短射程で低伸性に劣る。成形炸薬弾を用いる事によって対鉄騎戦闘も可能。型式番号の「СУ」はロシア語の「サムホードネア・ウスタノーフカ（自走砲）」の略である。
スペック
- 全長×全幅×全高：10950（車体長6750）mm×3320mm×6278（膠着時3240）mm
- 総重量：52t
- 走行速度：69.1km/h
- 歩行速度：39.6km/h
- 行動距離：180km
- エンジン：V型液冷12気筒ディーゼルV-2K×2
- 武装：20口径152mmM10砲×1、AZP-23 23mm機関砲×1、7.62mm車載機関銃DT×1
- 砲塔装甲厚（前面×側面×後方）：110mm×85mm×40mm
- 車体装甲厚（前面×側後方×上面）：85mm×60mm×33mm
- 乗員：4名

## 登場人物

### アメリカ陸軍関係者
ウィンスフィールド・パワーズ
通称パワーズ。アメリカ陸軍機甲一等軍曹。プレイヤーの分身。本作は、操車長である彼の視点で物語が進む。
かつて陸軍に所属していた鉄騎乗り。退役後家族とともに平穏に暮らしていたところ、国連軍の進撃に遭いメキシコに避難していたが、その場に後退/駐留していたアメリカ軍に会い、陸軍に復帰した。
ガブリエル・アンソニー・レイナー
通称レイナー。アメリカ陸軍機甲一等兵装填手。パワーズ車の右装填手。かつてニューヨーク一のストリートギャングに入っていたと自称する、マイペースで軽口の多い青年。
チャールズ・パーカー・コックス
通称パーカー。アメリカ陸軍機甲一等兵装填手。パワーズ車の左装填手。ニューオリンズ出身の黒人兵。音楽を愛する陽気な性格。
ナサニエル・バスティアン・デロング
通称ナッチ。アメリカ陸軍機甲三等軍曹通信士。パワーズ車の通信手。軍人らしからぬ調子の良さと臆病さを見せるが、戦いを経るごとに自信を付けていく。
デイビッド・スター
アメリカ陸軍大佐。メキシコ周辺にいたアメリカ軍を鼓舞し、本土上陸作戦を企てた。

### 国際連合関係者
マオ・リー
国際連合軍の軍人。政府高官の一族に生まれた。幼少期からエリート教育を受け、15人の異母兄弟を抑えて後継者の座に上り詰めたが、あるとき父を説得して軍人になった。
コウ・ヤンハイ
国際連合軍最高責任者。
ハムリン
生体演算ユニット研究所の主任を務め、軍民問わず大勢の人間を生体電子パーツに改造したマッドサイエンティスト。
敗色濃厚になるとアメリカ側へ亡命を試みるがマオに始末された。

## コミック版「重鉄騎 -暁-」
『ファミ通コミッククリア』で連載。作者は木村明広。
当世界で国際連合の支配下にある日本をオリジナルストーリーとして描く。全5話。

### 登場人物

#### 極東独立軍関係者
蓮見透矢
本作の主人公で、鉄騎乗り。17歳。
大隊長の峰岸から鉄騎の操縦技術を買われているが、家族を殺した国連軍の復讐に燃えすぎるあまり仲間の命も危険にさらしかねないため同時に心配されている。
峰岸
鉄騎部隊第〇三大隊長で透矢達の上官。第4話では独立軍設立以前からレジスタンス活動を行っていた過去が明かされている。

#### 国連軍関係者
マリア
透矢が重鉄騎と初めて接触した時から聞こえていた声の正体で、重鉄騎の生体コンピュータ。
堺に仕込まれた時限ウイルスの効果で意識が覚醒している間、自分の世界を作り出すことが出来る。
堺文寿（さかい ふみとし）
生体コンピュータの開発及び調整を担当していた人物。後に独立軍に亡命する。
マリアの調整担当だったが亡命を決意したときに彼女に時限ウイルスを仕込んでいる。このウイルスがマリアの意識を覚醒させ、透矢に出会うきっかけになった。

## コラボレーショントレーラー
- 押井守監督が本作の実写をイメージしたPVを作成。2001年公開の映画『Avalon』を撮影した場所ポーランドでロケを行う[3]。